# The Spy Who Loved Me (bog)
The Spy Who Loved Me (Jeg elskede James Bond) er den tiende i serien af James Bond-bøger af Ian Fleming. Den udkom første gang i 1962. Bogen adskiller sig markant fra de øvrige bøger i serien ved, at fortælleren er den kvindelige hovedperson.

## Plot
Vivienne Michel er alene på et motel, der skal lukkes for vinteren. Hun tilbringer tiden med at fortælle læseren sin livshistorie. Men ved vejs ende dukker et par skurke op ved motellet i et skummelt ærinde. Men så viser James Bond sig.

## Filmen og den anden bog
I 1977 lancerede EON Productions The Spy Who Loved Me som den tiende James Bond-film. Ifølge aftale med Ian Fleming måtte man kun bruge titlen fra bogen, så til  handlingen måtte en ny historie skabes. Den blev skrevet af Christopher Wood, der skrev en ny bog, James Bond, The Spy Who Loved Me baseret på filmmanuskriptet.